# Anaya basalis
Anaya basalis är en insektsart som först beskrevs av Walker 1851.  Anaya basalis ingår i släktet Anaya och familjen Flatidae. Inga underarter finns listade i Catalogue of Life.